# 斯塔布斯 (密蘇里州)
斯塔布斯是位於美國密蘇里州普拉特縣的非建制地區。

## 地理
斯塔布斯所處的海拔為高於海平面250米（即820英呎），而該地所採用的時區為UTC-6，即北美中部時區（CST）。同時該地設有夏令時間，為UTC-6調快一小時，即UTC-5（CDT）。